# 평택성동초등학교
평택성동초등학교는 대한민국 경기도 평택시 비전동에 있는 공립 초등학교이다.

## 연혁
| 1913년 | 6월 3일   | 평택공립보통학교 개교(설립인가 3월 25일, 평택세무서 자리) |
| 1938년 | 4월 1일   | 평택성동공립심상소학교로 개칭                             |
| 1938년 | 10월 31일 | 신축 교사(비전동 611-1)로 이전                            |
| 1941년 | 4월 1일   | 평택성동공립국민학교로 개칭                               |
| 1969년 | 3월 3일   | 평택국민학교 분리                                         |
| 1979년 | 3월 20일  | 병설유치원 개원                                           |
| 1982년 | 3월 1일   | 평일국민학교 분리                                         |
| 1988년 | 9월 1일   | 비전국민학교 분리                                         |
| 1992년 | 3월 1일   | 합정국민학교 분리                                         |
| 1994년 | 9월 1일   | 병설유치원 종일반 개원                                    |
| 1996년 | 3월 1일   | 평택성동초등학교로 개칭                                   |
| 2004년 | 9월 1일   | 본관 교실 환경개선사업 완료                               |
| 2006년 | 11월 10일 | 성동수련관 개관                                           |
| 2011년 | 3월 1일   | 제32대 이종석 교장 부임                                   |
| 2014년 | 2월 14일  | 2013학년도 제98회 졸업장 수여식(총 졸업생 33,051명)       |
| 2014년 | 3월 1일   | 22학급(일반20, 특수2)편성                                 |
| 2015년 | 3월 1일   | 제33대 김득헌 교장 취임                                   |
| 2017년 | 2월 10일  | 2016학년도 제101회 졸업장 수여식 (총 졸업생 33,380명)     |
| 2017년 | 3월 1일   | 19학급(일반 18, 특수1) 편성                               |